# سئوک گورام

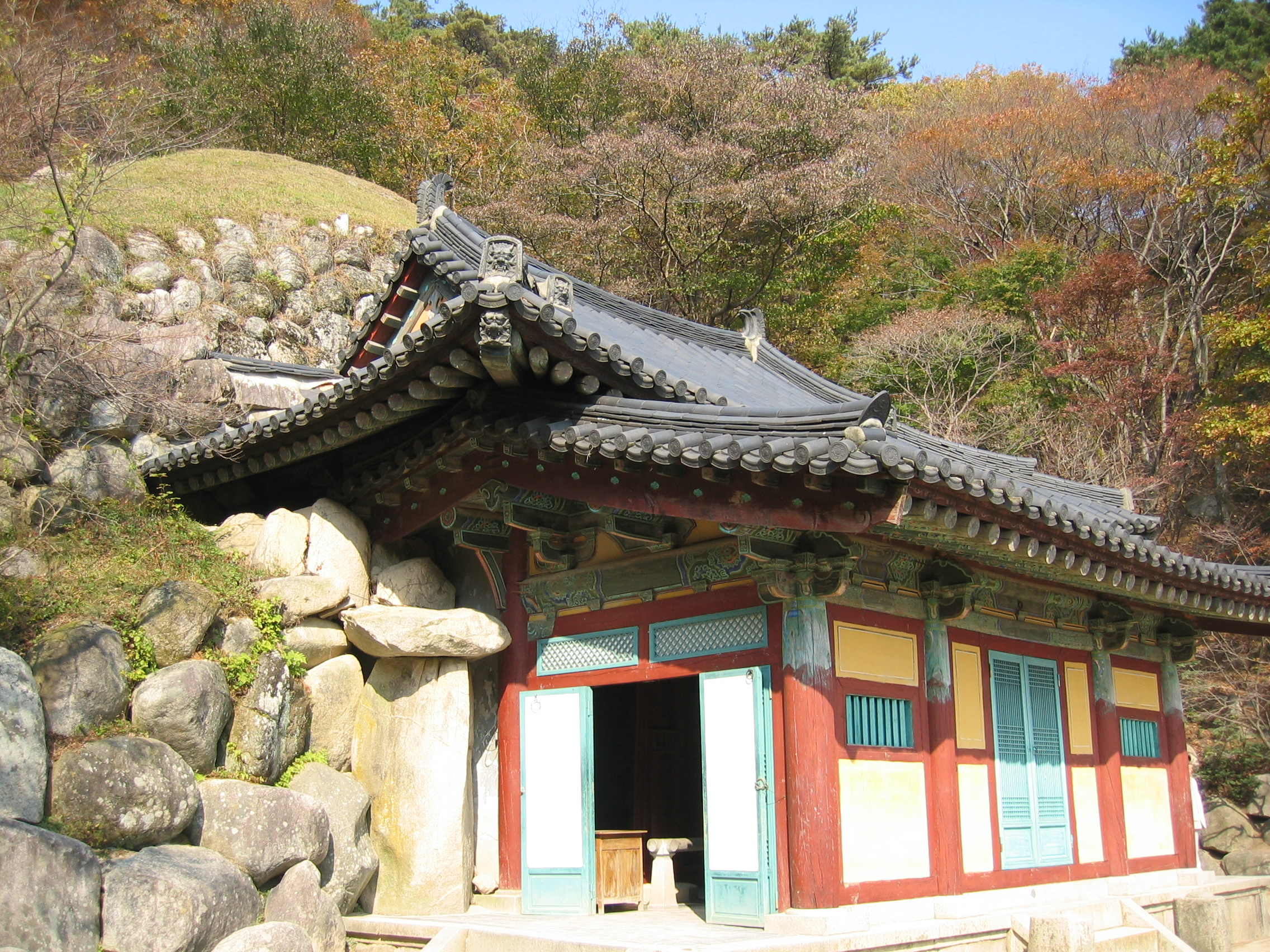
سئوک گورام

سئوک گورام عزلتکده‌ای در مجموعه معابد بولگوکسا می‌باشد و در چهار کیلومتری شرق معبدی در ام تی. توهامسان، در گیونجوی کره جنوبی واقع شده‌است. این بنا به عنوان گنجینه ملی شماره ۲۴، به وسیله دولت کره جنوبی طبقه‌بندی شده و در ۹۹۴، جین هیون، جیونگجو – سی، جیونگ سان بوک – دو قرار دارد. گروتو مشرف به دریای ژاپن (دریای شرقی) و ۷۵۰ متر بالاتر از سطح دریاست. در سال ۱۹۶۲، به عنوان بیست و چهارمین گنجینه ملی کره تعیین شد. در سال ۱۹۹۵، سئوک گرام به‌طور مشترک همراه با معبد بولگوکسا به فهرست میراث جهانی یونسکو اضافه شدند.
این بنا توسط حکومت شیلا ساخته شده است.
این بنا برخی از بهترین نمونه مجسمه‌های بودایی در جهان را به نمایش می‌گذارد.

## نگارخانه

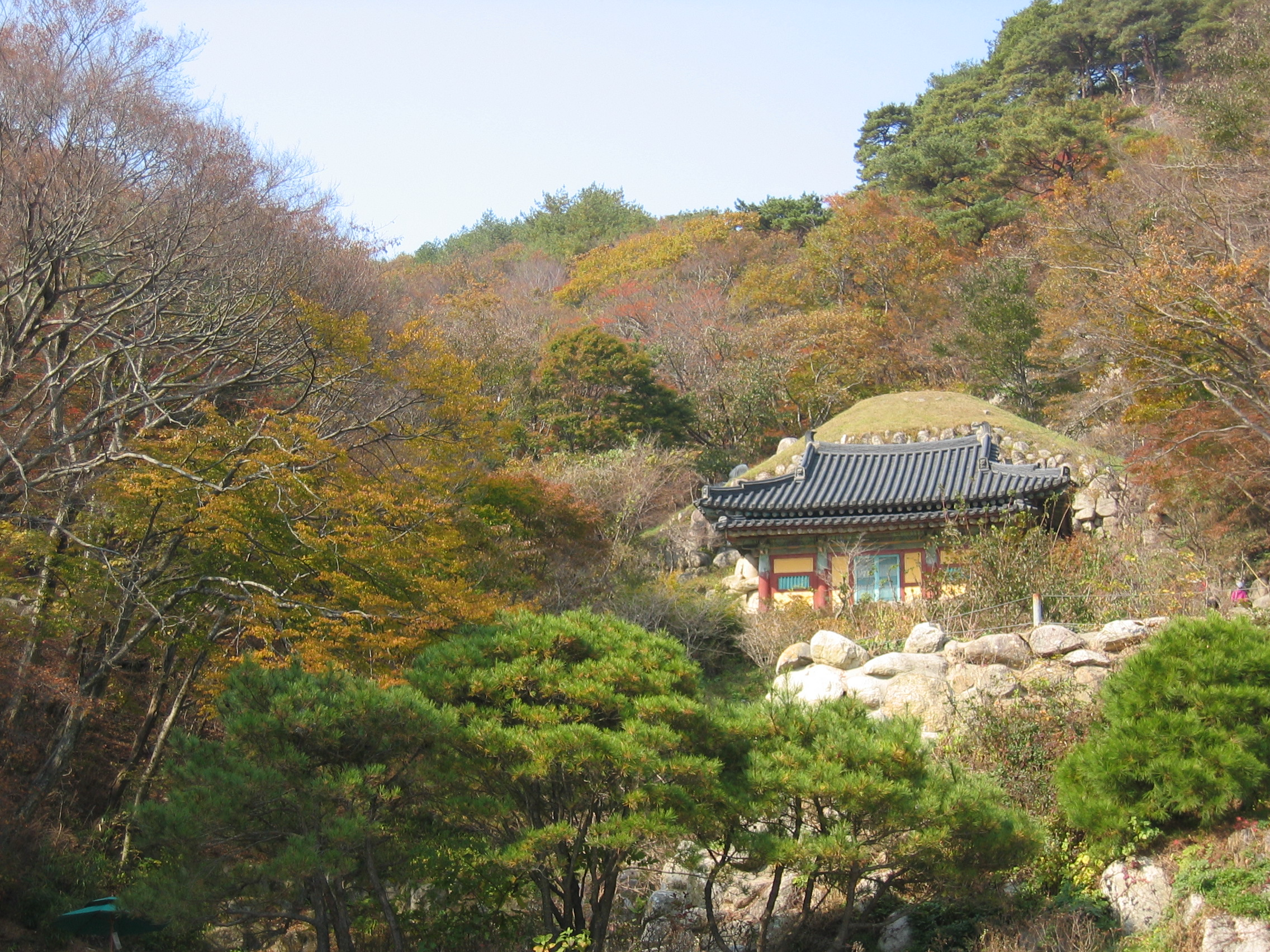
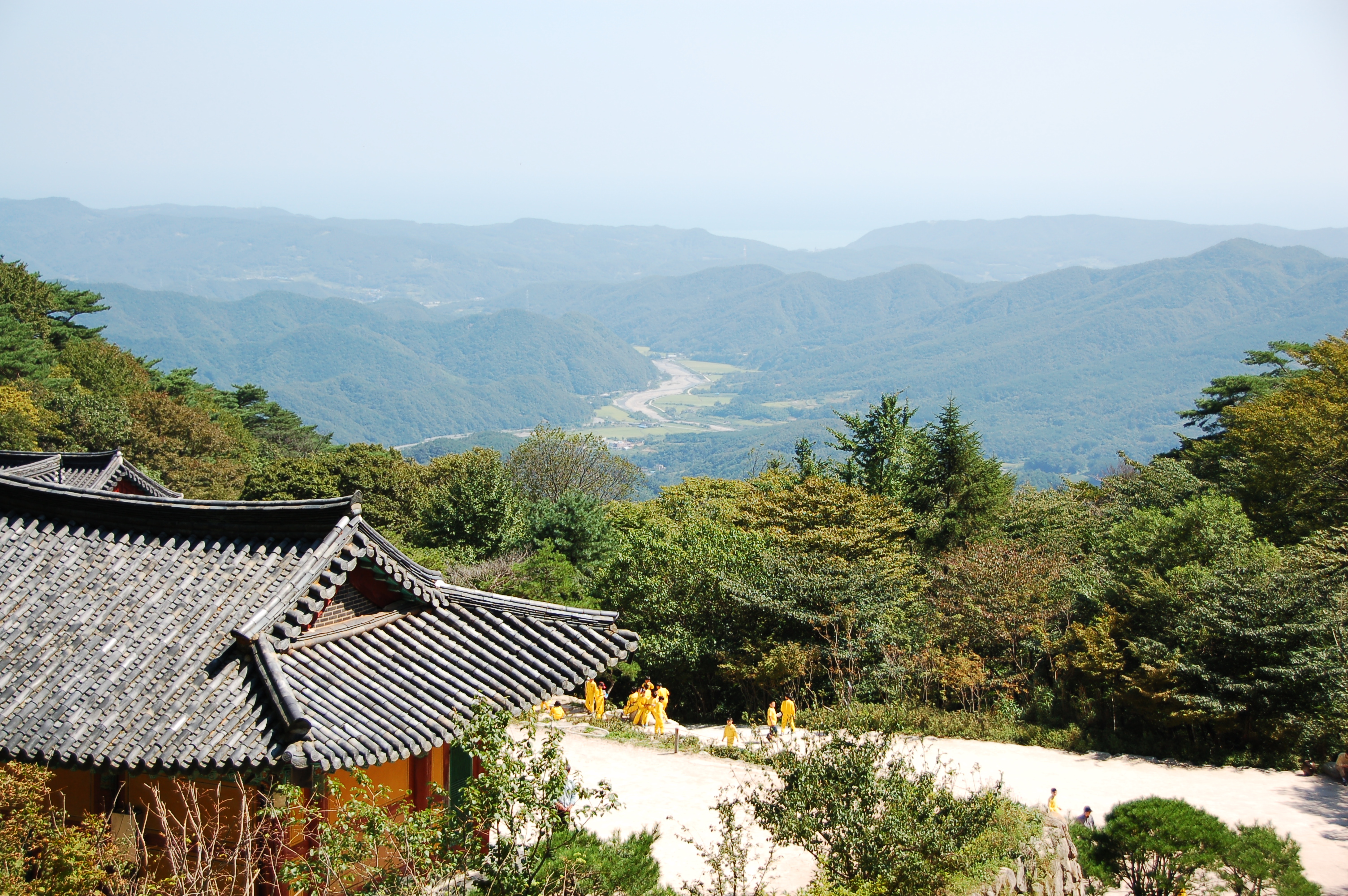
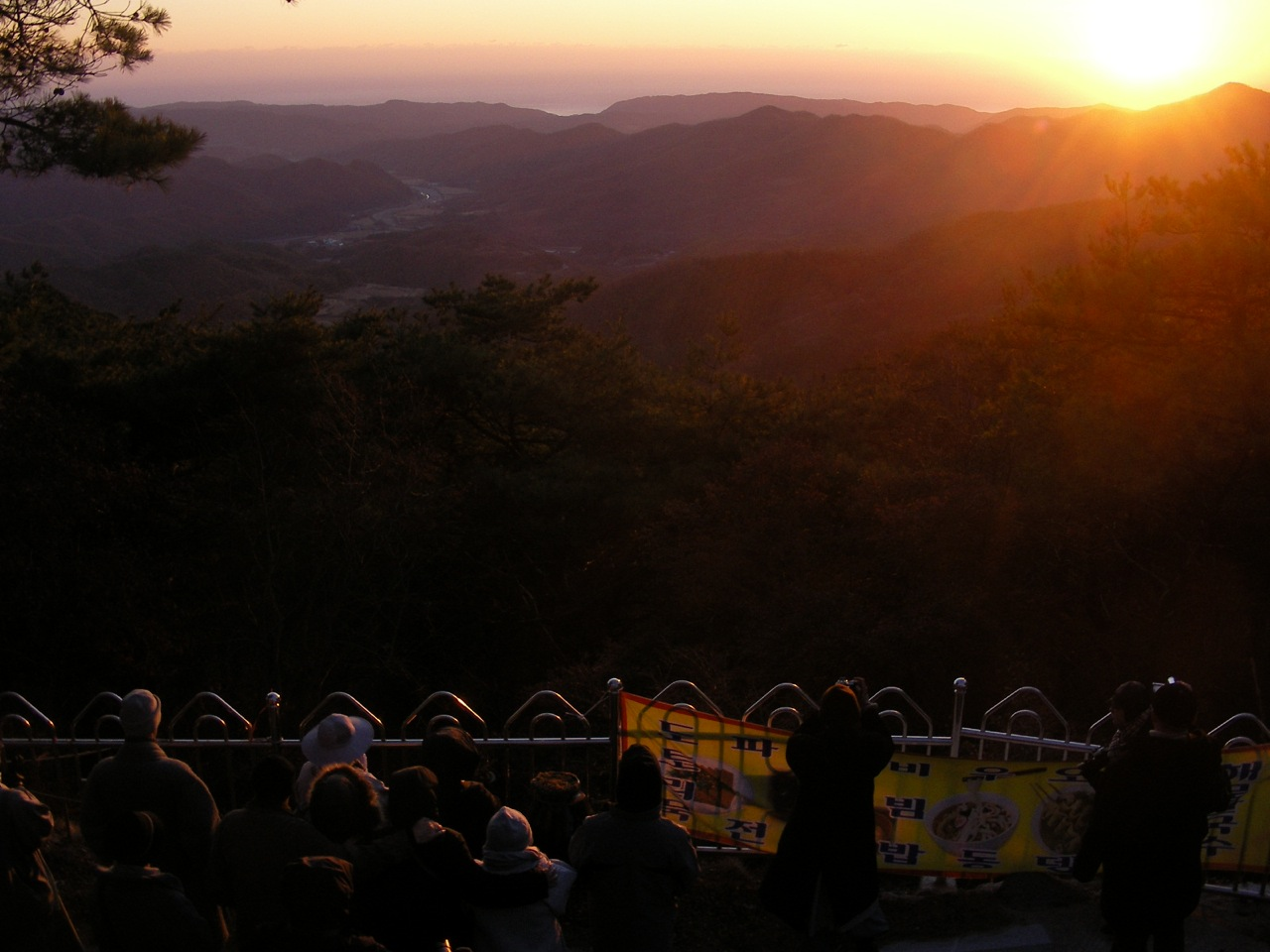
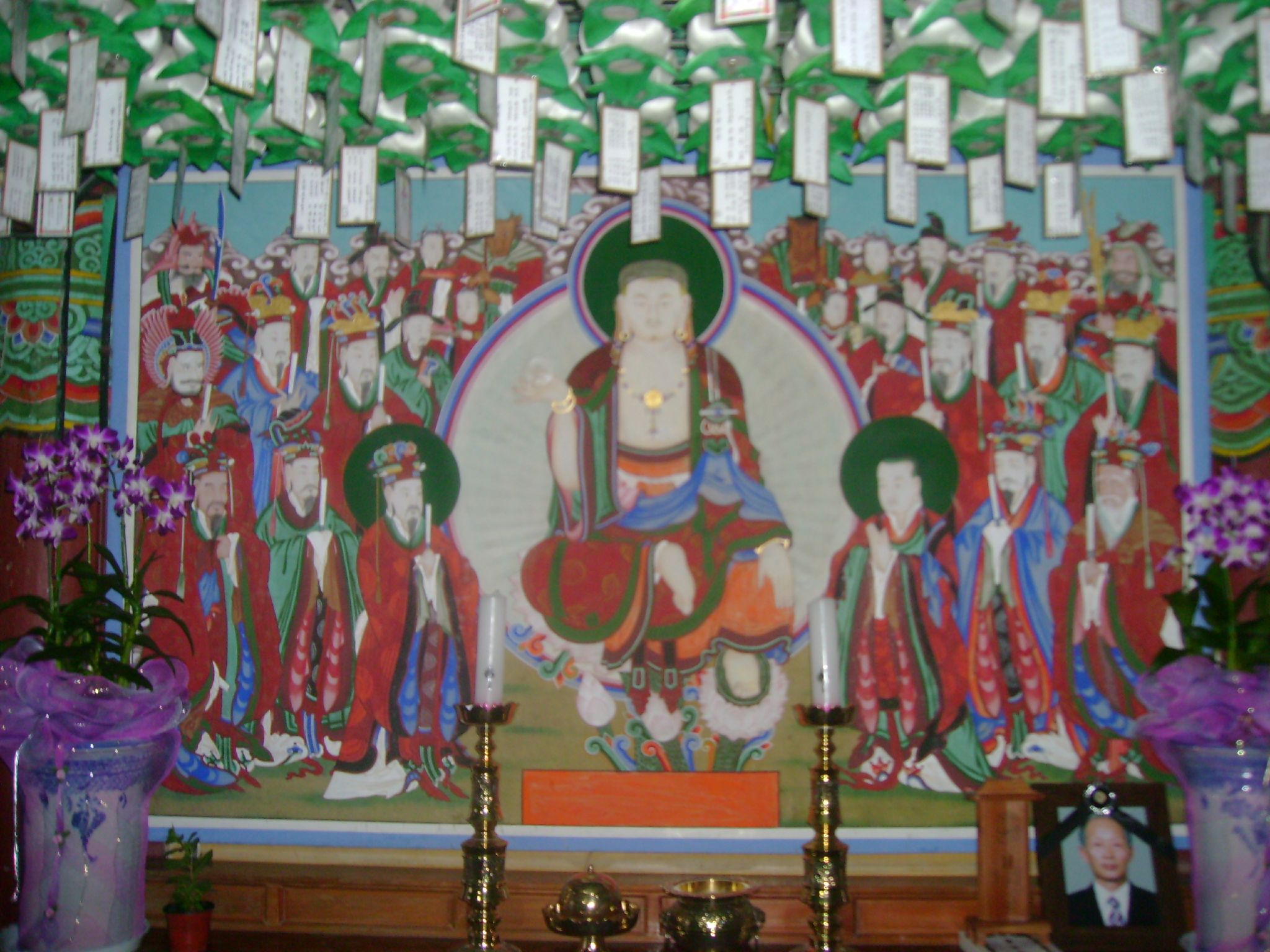
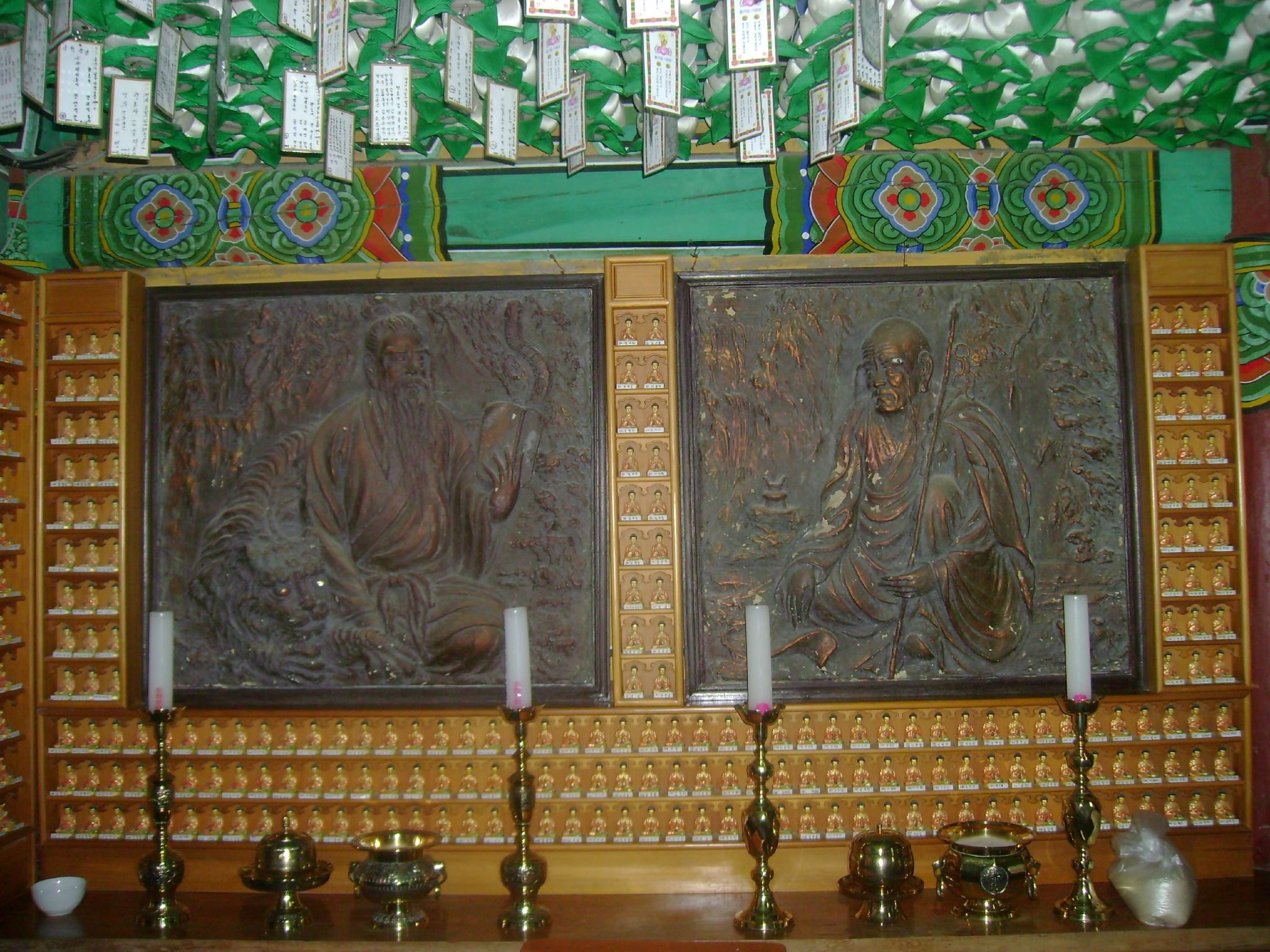
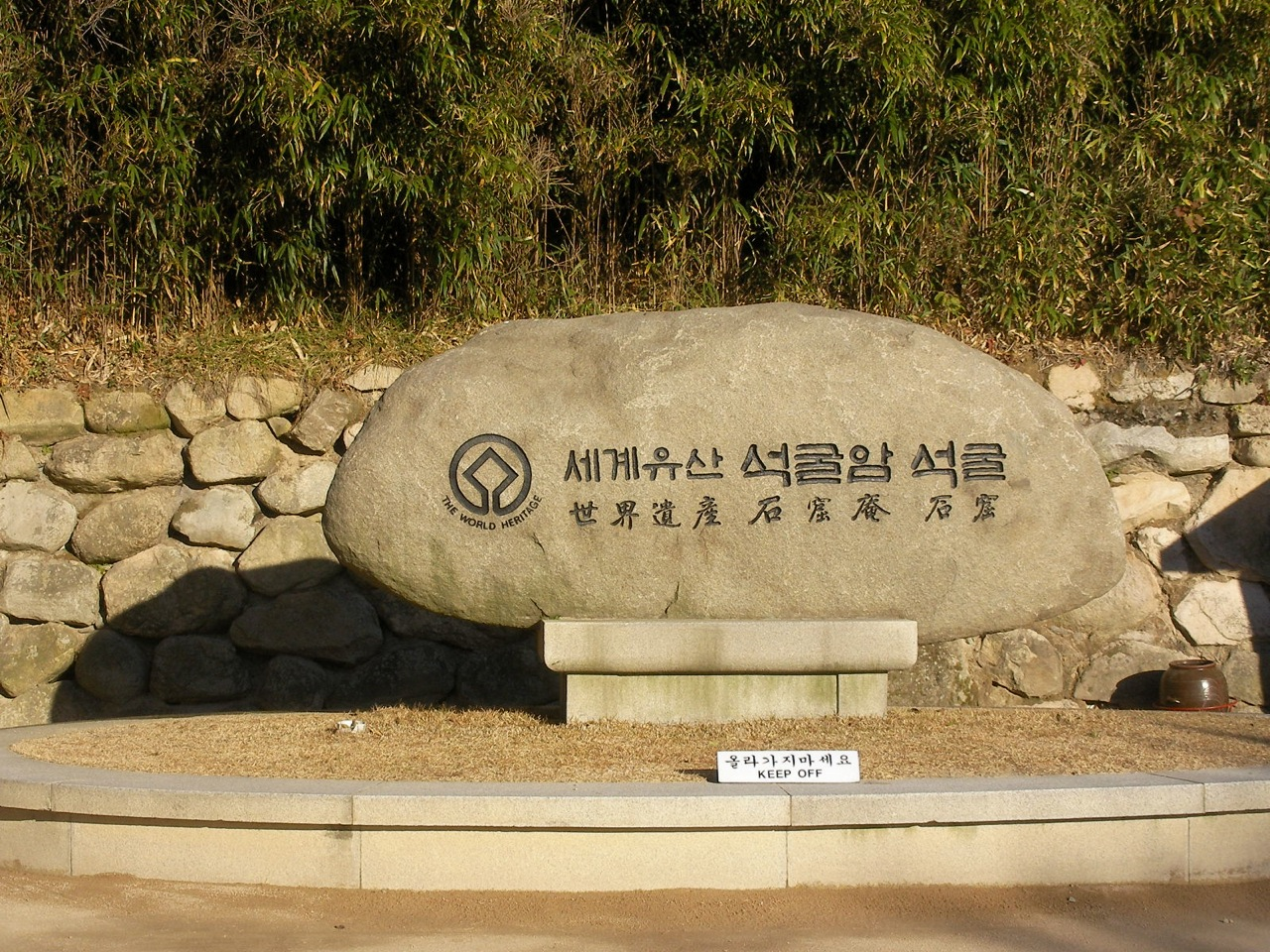